# Downsville (Nowy Jork)
Downsville – jednostka osadnicza w Stanach Zjednoczonych, w stanie Nowy Jork, w hrabstwie Delaware.